# Zündapp GS 50 / GS 75
Die Zündapp GS 50 und GS 75 sind Geländemotorräder (Enduro-Leichtkrafträder) des Herstellers Zündapp. Ab 1962 wurde die GS 50 mit 50-cm³-Motor eingeführt; wenig später folgte die GS 75 mit 75-cm³-Motor. Beide Modelle fanden ihren Einsatz sowohl im Sport als auch als Freizeitbereich, bevor sie Ende der 1960er Jahre durch leistungsstärkere Standardmodelle wie die GS 100 abgelöst wurden.

## Technik
Beide Typen haben luftgekühlte Einzylinder-Zweitaktmotoren, eine Viergangfußschaltung sowie Antrieb über eine Kette zum Hinterrad. Das Fahrwerk besteht aus einem Zentralrohrrahmen, ab 1963 Doppelrohrrahmen mit Teleskopgabel vorne und Schwinge hinten. Die Reifen waren serienmäßig für Offroad-Fahrten ausgelegt, und Trommelbremsen vorn und hinten sorgten für die Bremswirkung.

## Zündapp GS 50 Werksmaschine (1968)
Diese Werksmaschine mit Doppelrohrrahmen wurde speziell für den Einsatz bei der Internationalen Sechstagefahrt (ISDT) aufgebaut, die Motorleistung wurde auf 11,5 bis 13,5 PS bei 11.300/min gesteigert – das Dreifache der Serienleistung. Das Trockengewicht liegt unter 75 kg.
Nach ihren Einsatzfahrten bei der ISDT 1968 gelangte die Maschine in die Werkssammlung des Unternehmens und befindet sich heute im Deutschen Technikmuseum Berlin.

### Technische Daten der Werksmaschine
| Merkmal  | Wert                                |
| -------- | ----------------------------------- |
| Baujahr  | 1968                                |
| Motor    | Einzylinder‑Zweitakt, luftgekühlt   |
| Hubraum  | 49 cm³                              |
| Leistung | 11,5–13,5 PS bei 11.300/min         |
| Gewicht  | < 75 kg                             |
| Getriebe | Viergangfußschaltung                |
| Antrieb  | Kette                               |
| Rahmen   | Doppelrohrrahmen                    |
| Federung | Teleskopgabel vorn, Schwinge hinten |
| Bremsen  | Trommelbremse vorn/hinten           |